# José Ricardo Pérez
José Ricardo Pérez Morales (Cali, 1963. október 24. –), kolumbiai válogatott labdarúgó.
A kolumbiai válogatott tagjaként részt vett az 1990-es világbajnokságon, illetve az 1987-es és az 1993-as Copa Américán.

## Sikerei, díjai
Atlético Nacional
- Kolumbiai bajnok (1): 1991
- Copa Libertadores győztes (1): 1989

Kolumbia
- Copa América bronzérmes (2): 1987, 1993